# Vellmar
Vellmar ist eine Kleinstadt im nordhessischen Landkreis Kassel. Sie ist mit ca. 19.000 Einwohnern die zweitgrößte Gemeinde des Landkreises.

## Geographie

### Geographische Lage
Vellmar grenzt an die nördliche Grenze der Großstadt Kassel, wobei die Bebauung beider Städte vielerorts ineinander übergeht. Die Stadt wird etwa in Westnordwest-Südost-Richtung vom nordwestlichen Fulda-Zufluss Ahne durchflossen, an der sich das städtische Naherholungsgebiet Ahnepark befindet. Das Stadtgebiet liegt zwischen 163,5 m ü. NHN, am Ausfluss der Ahne aus der Stadt, und 361,2 m Höhe, auf dem Gipfel des sich nordwestlich erhebenden Staufenbergs; als Ortsmittelpunkt wird das Rathaus auf 193,98 m im Stadtzentrum angesehen. In Vellmar münden nahe dem Freibad der kleine Rainbach, nahe der Kreuzung Bahnhofstraße/Holländische Straße die kleine Elsche und nahe dem Grundweg der kleine Bach vom Hopfenberg in die Ahne. Nahe Mittelgebirge sind das westliche Habichtswälder Bergland (bis 614,8 m) und der Reinhardswald (bis 472,2 m) im Nordosten.

### Nachbargemeinden
Vellmar grenzt im Westen an die Gemeinde Ahnatal, im Nordwesten an die Gemeinde Calden, im Norden an die Gemeinde Espenau, im Osten an die Gemeinde Fuldatal (alle im Landkreis Kassel), sowie im Süden an die kreisfreie Stadt Kassel.

### Stadtgliederung
Die vier Vellmarer Stadtteile sind Niedervellmar, Frommershausen, Obervellmar und Vellmar-West.

### Flächennutzung
Das Gebiet der Stadt Vellmar ist 13,967 km² groß. Die Flächennutzung verteilt sich so:
| Flächennutzung in km²   | 2013   |
| ----------------------- | ------ |
| Gebäude- und Freifläche | 4,248  |
| Betriebsfläche          | 0,015  |
| Erholungsfläche         | 0,427  |
| Verkehrsfläche          | 2,030  |
| Landwirtschaftsfläche   | 6,009  |
| Waldfläche              | 0,848  |
| Wasserfläche            | 0,108  |
| Flächen andere Nutzung  | 0,282  |
| Summe:                  | 13,967 |

## Geschichte
Vellmar wurde bereits 775 n. Chr. als Filmare erwähnt. Ältester Beweis menschlicher Siedlung im heutigen Vellmarer Raum ist ein etwa 7.000 Jahre alter Mahlstein.
Die Gemeinde Vellmar wurde am 1. Juli 1967 durch Zusammenschluss der Gemeinden Frommershausen und Niedervellmar gebildet. Die Stadtrechte wurden am 30. August 1975 anlässlich der 1200-Jahr-Feier verliehen. Sie war zu der Zeit zusammen mit Baunatal die jüngste Stadt im Landkreis Kassel. In der gleichen Zeit und bis Mitte der 1980er Jahre entstand das Stadtzentrum mit dem Rathaus, Geschäften, das Ärztehaus und das Wohngebiet „Musikerviertel“. Derzeit werden das Baugebiet am Osterberg (größtenteils fertiggestellt) und das Gewerbegebiet „An der Kämperbrücke“ erschlossen.

### Gebietsreform
Am 1. Dezember 1970 fusionierten im Zuge der Gebietsreform in Hessen die bis dahin selbständige Gemeinden Vellmar und Obervellmar (unter dem Bürgermeister Neusel) freiwillig zur erweiterten Gemeinde „Vellmar“.

### Einwohner

#### Stadtgebiet
Vellmar hatte mit Stand 31. Dezember 2016 laut Hessischem Statistischem Landesamt 18.067 Einwohner sowie, laut Angaben der Stadt Vellmar, 19.282 (Juli 2013) und 19.222 (März 2015) Einwohner.
Die Einwohnerentwicklung Vellmars sieht so aus:
| Jahr | Einwohner |
| ---- | --------- |
| 1905 | 2.171     |
| 1939 | 5.034     |
| 1950 | 6.651     |
| 1970 | 10.344    |
| 1980 | 17.533    |
| 1990 | 18.740    |
| 1995 | 18.867    |

| Jahr | Einwohner |
| ---- | --------- |
| 2000 | 18.318    |
| 2005 | 19.675    |
| 2010 | 19.264    |
| 2013 | 19.282    |
| 2015 | 19.222    |
| 2017 | 18.089    |
| 2022 | 19.474    |

Einwohnerentwicklung von Vellmar von 1905 bis 2017 nach nebenstehender Tabelle

Die 19.282 Einwohner von 2013 entsprechen einer Bevölkerungsdichte von etwa 1.380 Einwohnern je Quadratkilometer (km²), die 19.222 von 2015 einer solchen von etwa 1.375. Der Anteil ausländischer Mitbürger liegt in beiden Fällen bei etwa 7 %.

#### Stadtteile
Die Bevölkerung der Stadtteile sieht so aus:
| Stadtteil      | 2013   | 2015   | 2022   |
| -------------- | ------ | ------ | ------ |
| Niedervellmar  | 5.228  | 5.286  | 5.411  |
| Frommershausen | 2.571  | 2.545  | 2.714  |
| Obervellmar    | 8.418  | 8.315  | 8.291  |
| Vellmar-West   | 3.065  | 3.076  | 3.058  |
| Gesamt:        | 19.282 | 19.222 | 19.474 |

#### Konfessionsstatistik
Die Bevölkerungsstruktur nach Religionen:
| Konfession         | 2013 |
| ------------------ | ---- |
| Evangelisch        | 57 % |
| Römisch-katholisch | 16 % |
| Sonstige           | 27 % |

| Konfession         | 2018 |
| ------------------ | ---- |
| Evangelisch        | 44 % |
| Römisch-katholisch | 14 % |
| Sonstige           | 42 % |

## Politik

### Stadtverordnetenversammlung
Die Kommunalwahl am 14. März 2021 lieferte folgendes Ergebnis, in Vergleich gesetzt zu früheren Kommunalwahlen:
| Stadtverordnetenversammlung – Kommunalwahlen 2021                                                                          | Stadtverordnetenversammlung – Kommunalwahlen 2021                        |
| --- | ------------------------------------------------------------------------ |
| Stimmenanteil in %Wahlbeteiligung 44,2 % 6050403020100 47,6 (−7,1)29,6 (−1,0)19,6 (+4,9)3,4 (n. k.) SPDCDUGrüneAfD20162021 | SitzverteilungInsgesamt 37 Sitze - SPD: 18 - Grüne: 7 - CDU: 11 - AfD: 1 |

| Parteien und Wählergemeinschaften | Parteien und Wählergemeinschaften           | 2021  | 2021  | 2016  | 2016  | 2011  | 2011  | 2006  | 2006  | 2001  | 2001  |
| Parteien und Wählergemeinschaften | Parteien und Wählergemeinschaften           | %     | Sitze | %     | Sitze | %     | Sitze | %     | Sitze | %     | Sitze |
| --------------------------------- | ------------------------------------------- | ----- | ----- | ----- | ----- | ----- | ----- | ----- | ----- | ----- | ----- |
| SPD                               | Sozialdemokratische Partei Deutschlands     | 47,6  | 18    | 54,7  | 20    | 55,1  | 21    | 55,9  | 21    | 55,4  | 21    |
| CDU                               | Christlich Demokratische Union Deutschlands | 29,6  | 11    | 30,6  | 11    | 25,1  | 9     | 29,0  | 11    | 30,2  | 11    |
| Grüne                             | Bündnis 90/Die Grünen                       | 19,5  | 7     | 14,7  | 6     | 17,0  | 6     | 8,6   | 3     | 8,5   | 3     |
| AfD                               | Alternative für Deutschland                 | 3,4   | 1     | —     | —     | —     | —     | —     | —     | —     | —     |
| FDP                               | Freie Demokratische Partei                  | —     | —     | —     | —     | 2,8   | 1     | 6,4   | 2     | 3,7   | 1     |
| UND                               | Unabhängige Demokraten                      | —     | —     | —     | —     | —     | —     | —     | —     | 2,3   | 1     |
| Gesamt                            | Gesamt                                      | 100,0 | 37    | 100,0 | 37    | 100,0 | 37    | 100,0 | 37    | 100,0 | 37    |
| Wahlbeteiligung in %              | Wahlbeteiligung in %                        | 44,2  | 44,2  | 47,9  | 47,9  | 49,0  | 49,0  | 44,4  | 44,4  | 54,1  | 54,1  |

### Bürgermeister
Nach der hessischen Kommunalverfassung wird der Bürgermeister für eine sechsjährige Amtszeit gewählt, seit dem Jahr 1993 in einer Direktwahl, und ist Vorsitzender des Magistrats, dem in der Stadt Vellmar neben dem Bürgermeister ehrenamtlich ein Erster Stadtrat und acht weitere Stadträte angehören. Bürgermeister ist seit dem 27. November 2014 Manfred Ludewig (SPD), der bis dahin Kämmereileiter der Stadtverwaltung war. Er wurde als Nachfolger von Dirk Stochla, der nach zwei Amtszeiten nicht wieder kandidiert hatte, am 25. Mai 2014 im ersten Wahlgang bei 51,8 Prozent Wahlbeteiligung mit 51,6 Prozent der Stimmen gewählt. Es folgte eine Wiederwahl, pandemiebedingt verschoben, am 1. November 2020. Durch die verschobene Wahl verschob sich der Beginn der Amtszeit auf den 15. Dezember 2020.
Amtszeiten der Bürgermeister
- 2014–2026 Manfred Ludewig (SPD)[16]
- 2002–2014 Dirk Stochla[17]
- 1984–2002 Kurt Stückrath
- 1975–1984 Helmut Wagner

### Wappen
| Wappen von Vellmar | Blasonierung: „Der von Rot und Silber quadrierte Schild ist belegt mit einem rot-silbernen Ring in verwechselten Farben.“ |
| Wappen von Vellmar | Wappenbegründung: Das Stadtwappen in den verwechselten Farben Rot/Weiß symbolisiert die vier Vellmarer Stadtteile (Niedervellmar, Frommershausen, Obervellmar und Vellmar-West), die durch einen Ring verbunden und durch schwarze Linien voneinander getrennt sind; das Ringzentrum, in dem sich die schwarzen Linien treffen, steht für die im Stadtzentrum entstandene Stadtmitte. Das Wappen wurde von dem Bad Nauheimer Heraldiker Heinz Ritt gestaltet und am 24. Dezember 1971 durch das Hessische Ministerium des Innern genehmigt. |

### Flagge
Die Flagge wurde der Gemeinde am 24. Dezember 1971 durch das Hessische Ministerium des Innern genehmigt und wird wie folgt beschrieben:
„In einer breiten, weißen Mittelbahn, die von zwei schmalen, roten Seitenstreifen eingefasst ist, steht im oberen Drittel das Wappen der Gemeinde.“

### Städtepartnerschaften
Vellmar unterhält partnerschaftliche Beziehungen zu:
- Zell am See im Salzburger Land in Österreich (seit 9. September 1978)
- Bewdley nahe Birmingham in Großbritannien (seit 11. April 1989)
- Szigetszentmárton (St. Martin) in Ungarn (seit 17. Oktober 1993)

## Sehenswürdigkeiten

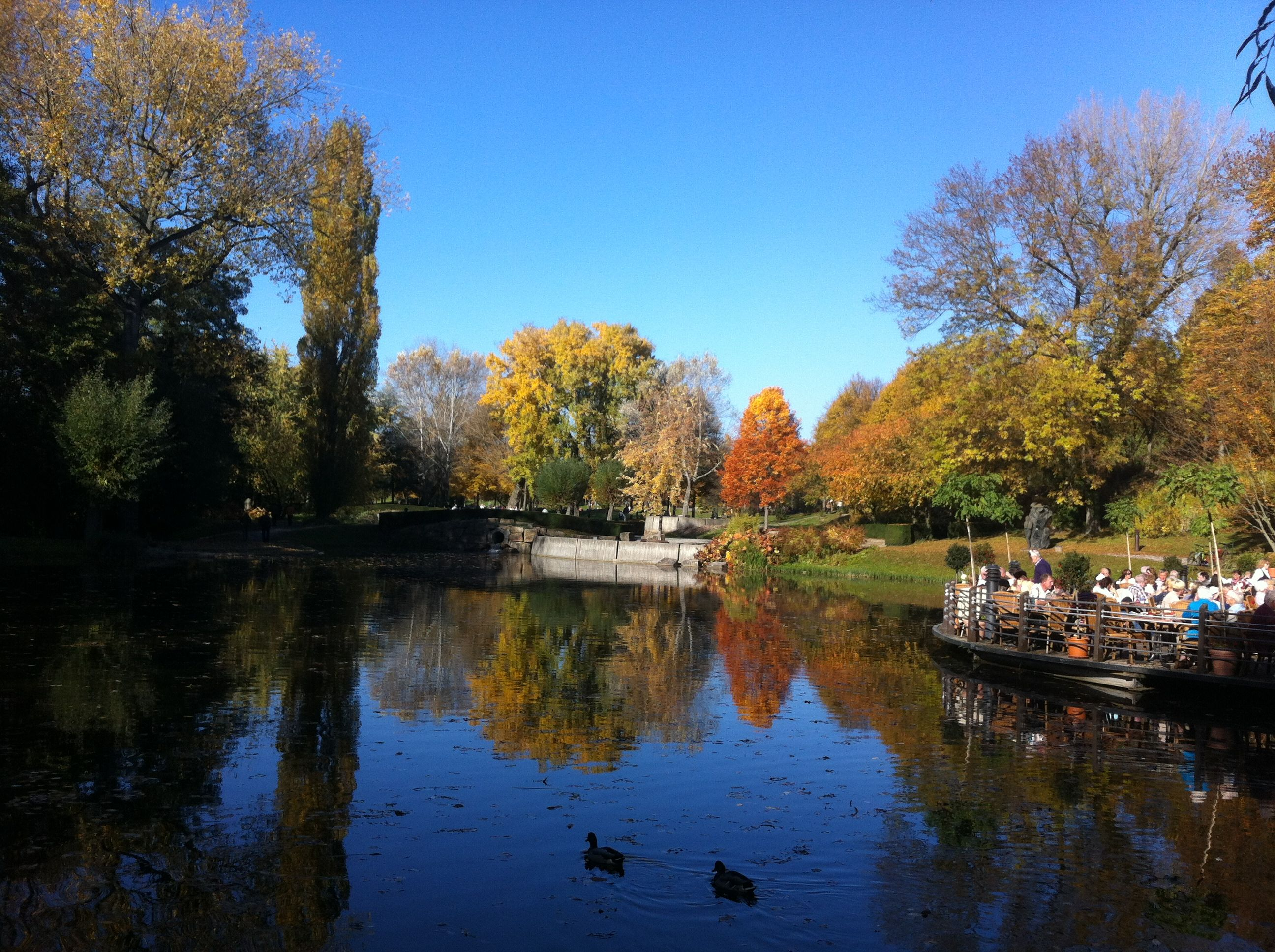
Ahnepark in Vellmar: Unterer Teich

Der etwa 850 Jahre alte evangelische Kirchenbau im Stadtteil Frommershausen ist in Teilen spätgotisch.
Im Stadtteil Obervellmar weist die evangelische Pfarrkirche einen spätgotischen Westturm auf. Das 1616 erneuerte Schiff wurde 1824 in klassizistischen Formen erweitert. Die Orgel wurde von der Orgelbauerfamilie Heeren 1773 konstruiert.
Der seit 1986 bestehende Ahnepark mit einer Gesamtfläche von rund 9 ha bietet große Wasserflächen und eine Vielzahl sportlicher und kultureller Einrichtungen. Höhepunkt ist das inzwischen 18-tägige Zeltfestival Sommer im Park mit seinem Unterhaltungsprogramm, verbunden mit dem traditionellen Parkfest.
Der Geschichtskreis Vellmar e. V. betreibt im seit 1790 bestehenden Hof Helse (Alte Hauptstraße) seit 2004 ein Heimatmuseum.
Durch Vellmar verläuft ein Teil des Abschnitts Schäferberg(−Vellmar)−Kassel des nordhessischen Wanderwegs Märchenlandweg.
Die für das Jahr 2013 geplante Austragung des 53. Hessentages wurde im August 2011 abgesagt.
Es gibt Dutzende Kulturdenkmäler .

## Wirtschaft und Infrastruktur

### Ansässige Unternehmen
Die Wirtschaft ist geprägt von kleinen und mittelständischen Unternehmen. Der größte Betrieb der Stadt ist der Industriebetrieb Kemper System GmbH & Co. KG, der mit rund 260 Mitarbeitenden Abdichtungs- und Beschichtungssysteme entwickelt. Die Seebach GmbH entwickelt mit rund 100 Mitarbeitenden Filtrationslösungen aus Stahl, Edelstahl und anderen metallischen Werkstoffen. Beide Unternehmen sind in Obervellmar ansässig.

### Bildung
- Ahnatal-Schule (Gesamtschule – Sekundarstufe I des Landkreises Kassel)
- Grundschule Frommershausen,
- Grundschule Niedervellmar
- Grundschule Obervellmar
- Grundschule Jungfernkopf in Kassel für Kinder aus Vellmar-West
- Kindertagesstätten in allen Stadtteilen

### Bürgerhäuser
- Kulturhalle Niedervellmar
- Bürgerhaus Vellmar-West
- Bürgerhaus Obervellmar (derzeit geschlossen)

### Schwimmstätten
- Freibad Obervellmar mit Schwimmer- und Nichtschwimmerbereich sowie einem Babybecken, einem 3-m-Sprungturm, einem 1-m-Sprungbrett (Freibad derzeit geschlossen); es besteht ein Förderverein „Freunde des Freibades Vellmar“.
- Hallenbad mit Restaurant sowie Physiologie- und Podologiepraxis

### Sportstätten
- Sporthalle Brüder-Grimm-Straße, Großsporthalle an der Ahnatal-Schule, Mehrzweckhalle Frommershausen, Sporthalle Obervellmar am Schwimmbad
- Sportplätze in Frommershausen (Sportplatz am Grießgraben), in Niedervellmar (Sportplatz an der Pfingstweide) und Obervellmar (Stadion am Freibad, Kunstrasenplatz Brückenstraße und Zentrale Sportanlage Ahnatal-Schule). Keiner der Sportplätze ist öffentlich zugänglich.
- Tennishalle Dockhorn in Obervellmar
- Tennisplätze des Tennisclub Rot-Weiß Vellmar e. V. an der Brüder-Grimm-Straße
- Stockbahn des OSC Vellmar zum Stockschießen am Freibad
- Beachvolleyballplatz des SSC Vellmar
- Minigolfplatz des 1. MGC Kassel-Vellmar 1964 e. V. in Niedervellmar am Hallenbad
- Inlinehockeyplatz des OSC Vellmar an der Brückenstraße
- Basketballplatz und Volleyballplatz im Ahnepark
- Bogensportplatz am Hirleberg des Bogensport-Club Vellmar e. V. in Niedervellmar in der Nähe des Bauhofs
- Schießsportanlage des SV Hegelsberg-Vellmar von 1930 e. V. unter der Großsporthalle der Ahnatal-Schule
- mehrere Fitnessstudios

### Weitere Infrastruktur
- Piazza – Kleinkunstbühne am Festplatz
- Stadtbücherei an der Ahnatal-Schule
- Familienbildungsstätte Sternschnuppe
- Musikschule (Chroma Schule für Musik und Tanz)
- Bolzplätze in Frommershausen am Grießgraben und an der Grundschule, in Niedervellmar an der Kulturhalle und in Obervellmar an der Grundschule
- Skaterpark und Pumptrack (in Fertigstellung) am Festplatz in Obervellmar
- Trampolinhalle Superfly
- Grillhütten in Frommershausen und Obervellmar
- Spielplätze in allen Ortsteilen
- Dampfbahnanlage des Dampfbahn-Club Vellmar e. V. im Ahnepark
- Kleingartenanlage des Kleingartenverein Hirleberg e. V. in der Nähe des Bauhofs
- Wohnmobilstellplatz am Hallenbad
- Sozialstation Vellmar in Vellmar-West

## Verkehrsanbindung

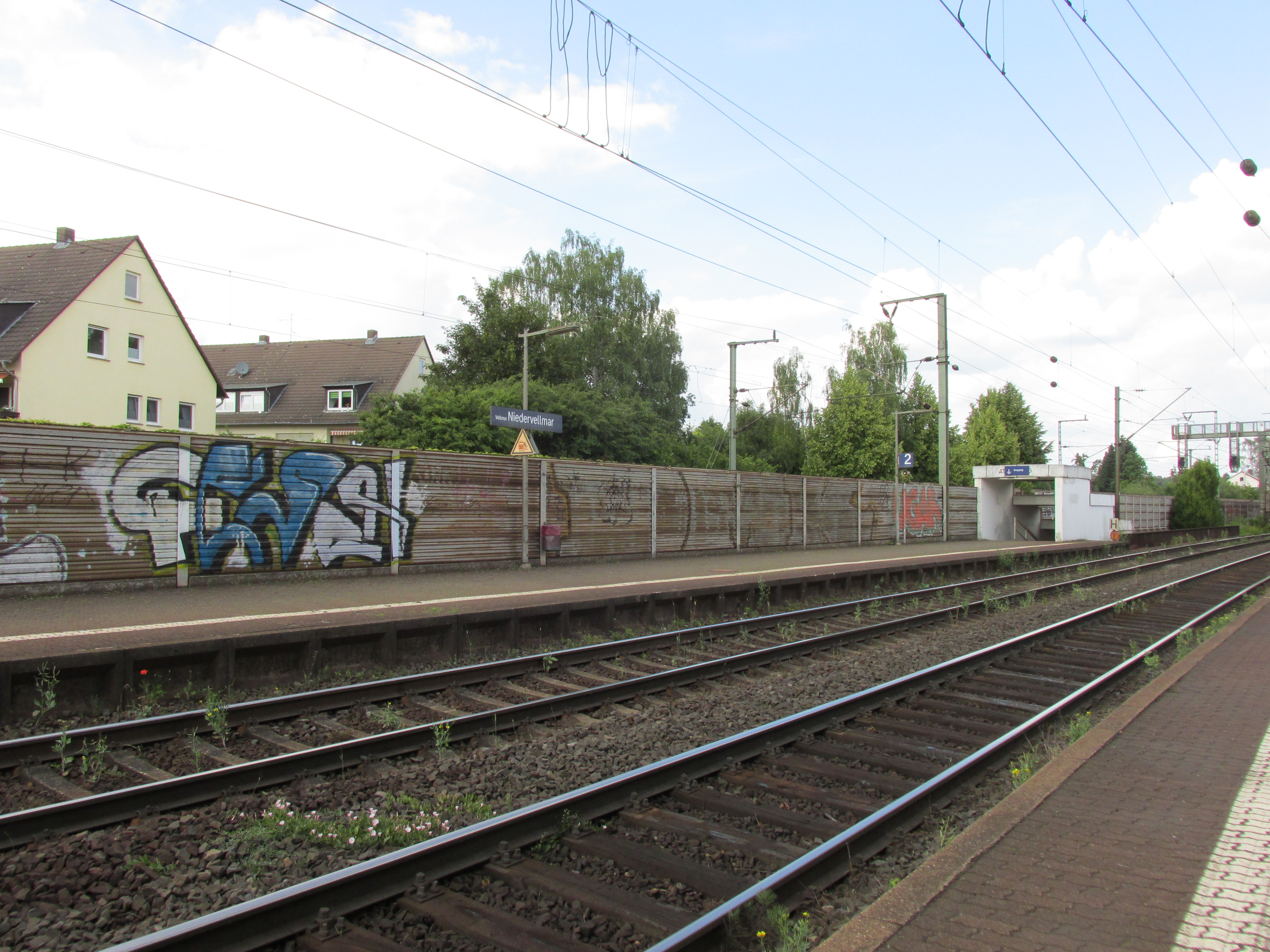
Bahnhof Niedervellmar

Vellmar ist besonders über die Bundesstraßen 7 und 83, die schnellstraßenartig als gemeinsamer Abschnitt durch die Stadt führen, an das nordhessische Straßennetz angeschlossen.
In Vellmar liegen der Bahnhof Vellmar-Obervellmar (Bahnstrecke Kassel–Warburg), die Haltepunkte Vellmar-Osterberg/EKZ an der Harleshäuser Kurve (RegioTram/Regionalbahn Kassel/Kurhessenbahn) sowie Vellmar-Niedervellmar (Hannöversche Südbahn). Seit dem 22. Oktober 2011 ist die Stadt durch Verlängerung der Linie 1 quer durch Vellmar mit der Straßenbahn Kassel erreichbar. Dort haben sich dann neue Verbindungen ergeben:
Bus 11 zwischen Kassel-Niederzwehren und Vellmar, Dörnbergstraße über Kassel-Wilhelmshöhe
Bus 41 zwischen Kassel-Fasanenhof, Ihringshäuser Str. (Straßenbahn 3+6) und Vellmar Stadtmitte
Bus 43 zwischen Vellmar, Dörnbergstraße und Vellmar Stadtmitte über Vellmar-Obervellmar (RT1+4)
Bus 44 zwischen Kassel-Nord, Holländische Str. und Vellmar Stadtmitte über Vellmar-Niedervellmar (RB83)
Bus 47 zwischen Vellmar-Nord und Liebenau über den Flughafen Calden (Anbindung an den Bus 100 zum Hbf)
Bus 48 zwischen Vellmar Stadtmitte und Ahnatal-Weimar (RB4+RT4) über Vellmar, Festplatz und Dörnbergstraße

## Persönlichkeiten
- Bernd und Reiner Methe (beide 1964–2011), Handballschiedsrichter-Gespann
- Peter Hertha (1939–1991), Künstler
- Oliver Ulloth (* 1983), (Landtagsabgeordneter)